# Nachal Tal
Nachal Tal (hebrejsky נחל טל) je vádí v severní části Negevské pouště, respektive v pobřežní nížině, v jižním Izraeli, poblíž pásma Gazy.
Začíná v nadmořské výšce okolo 100 metrů na jihozápadním okraji města Sderot poblíž vesnice Nir Am a dálnice číslo 34. Směřuje pak k severovýchodu mírně zvlněnou krajinou, která je využita pro zástavbu města Sderot. Na severním okraji města ústí zleva do vádí Nachal Nir'am.